# 南方周末
《南方周末》是南方报业传媒集团下属的大型综合性周报，是中共广东省委机关报（即《南方日报》）主办的系列报之一，创办于1984年2月11日，总部位于中國廣東省广州市。
《南方周末》受知识分子推崇，被视为中国大陆最敢言的报纸，对民主思维和公民社会的形成起到积极作用。《纽约时报》曾称之为“中国最具影响力的自由主义报纸”。2013年新年献词事件后，《南方周末》及其为代表的中国市场化媒体衰落。

## 概况
1980年代初，时任《南方日报》社长丁希凌提议创办《南方周末》。当时定位是作为中共广东省委机关报的延伸与扩充，以《南方日报》周末增刊的名义出版，是一份介绍经济与文化方面的报纸，仅在广东省内发行。1984年1月发行试刊，试刊第一期采用的名字是《南方日报星期六刊》，从第二期开始采用《南方周末》作为刊名，加注“《南方日报》周末增刊”字样。报名采用手写体，是通过集字的办法，从鲁迅手稿中选出。1984年2月11日正式发行第一期。
由于报道方向比起传统的中共机关报更加活泼多样，更加贴近普通人的生活，照顾了人们对娱乐、文化、经济等方面的要求，《南方周末》很快就获得了以干部和学生为主的读者的欢迎，到1984年年底发行量达到了11万份。到1980年代末，报纸开始逐渐转变风格，将目光扩大到舆论监督、法治精神、人文精神启蒙等。1990年代中期，《南方周末》较早地开设了专门版面用于舆论监督。此后《南方周末》的舆论监督成为报纸主打内容之一。人们一般认为快速、客观、关注社会底层是《南方周末》舆论监督内容的主要特色。
《南方周末》创刊时是对开4版，后几经扩版，现在每期一般有32版左右。报纸目前分为新闻、防务、时局、经济、绿色、文化、副刊、评论八大板块。其中评论板块於2007年新加，主要针对社会热点问题进行评述。2009年10月8日新增绿色板块，主要关注环境、生态、新能源等问题。针对一些重大新闻事件，報紙也会推出特别报道。
《南方周末》一度是中国大陆发行量最大的周报，最高发行量达到170万份。該報的成功令其常成為傳媒研究的對象，也對中国大陆其他媒体在市场运作，媒體监督，写作手法上產生影響。据2012年6月28日世界品牌实验室发布的2012年第九届《中国500最具价值品牌》排行榜，南方周末品牌价值83.89亿元。

### 历任总编
- 关振东[13]
- 赖海晏[13]
- 李孟昱[13]
- 左方[14]
- 游雁凌[13]
- 江艺平[13]
- 向熹
- 黄灿
- 王更辉
- 段功伟[15]
- 王巍[15]

## 特色内容

### 新年献辞
《南方周末》每年的第一期或者前一年的最后一期都会在头版刊登新年献辞。有人认为这是《南方周末》精神内涵的体现。此后，《南方周末》新年献辞也成为人们关注的内容之一。 
1. 1999年《总有一种力量让我们泪流满面》[16][17]（据江艺平回忆，此文由沈颢在长平撰写的基础上重写的，江艺平和左方又作修改。同时刊出江艺平主编撰写的主编寄语《让无力者有力，让悲观者前行[18]》）
2. 2000年《我们从来没有放弃 因为我们爱得深沉》[19]
3. 2001年《愿新年的阳光照亮你的梦想》[20]
4. 2002年《我们走在中国的大地上》[21]
5. 2003年《“全面小康”与“公正社会”在巨变的时代追寻最大的正义》[22]
6. 2004年《这梦想，不休不止》[23]
7. 2005年《这是你的光荣之路》[24]
8. 2006年《一句真话能比整个世界的分量还重》[25]
9. 2007年《从今天起，我们更要彼此珍惜》[26]
10. 2008年《愿自由开放的旗帜高高飘扬》[27]
11. 2009年《没有一个冬天不可逾越》[28]
12. 2010年《这是你所拥有的时间，这是你能决定的生活》[29]
13. 2011年《让每一个中国人都金贵起来》（这一篇新年献辞并没有出现在头版，而是在评论版的“方舟评论”栏目里，当期头版以《“谋杀可以排除”》报道了当时震惊全国的钱云会事件）[30]
14. 2012年《像一束光簇拥另一束光》[31]
15. 2013年《我们比任何时候都更接近梦想》[32]（原名《中国梦，宪政梦》，后遭广东省委宣传部门删改，参见2013年《南方周末》新年特刊被删改事件）[33]
16. 2014年《我们是南方周末，我们三十而立》[34]
17. 2015年《你对美好的向往关乎国家的方向》[35]
18. 2016年《在巨变的时代相依前行》[36]
19. 2017年《锚住幸福，穿越这时光之海》[37]
20. 2018年《把孤岛连成大陆》[38]
21. 2019年《每一个这样的你都是英雄》[39]
22. 2020年《考验如火 正在淬炼真金》[40]
23. 2021年《哪怕世界在历史三峡中漂流，你我有彼此在》[41]
24. 2022年《每一次抉择都期待一场苦尽甘来》[42]
25. 2023年《总有奋不顾身的相信，总要坚韧恒久的勇气》[43]
26. 2024年《守住不惑的底线，选择做最值得的自己》[44]
27. 2025年 《用你的活法定义世界的算法》[45]

### 年终特刊
《南方周末》一般会在每年年底的某期制作年终特刊。特刊一般包括封面年度人物（从2000年起）、年度事件评选、年度国内外事件总结等。封面年度人物一般是由读者通过投票评选出的。第一次由读者选出的封面年度人物是李昌平。2007年年度人物是不满PX建设而“散步”的厦门民众，这是第一次将一个群体选为年度人物。2008年的年度人物为“2793名北川中学学生”，以此纪念2008年四川汶川大地震。

### 副刊
副刊一般是指文化版和城市版。内容以文化事件、专栏、读者投稿、漫画和填字游戏为主，比政治、经济等新闻版面轻松一些。其中填字游戏"小强填字"栏目成为中国大陆报纸最成功的填字游戏之一，曾出版过两册“小强填字”内容的选集。2014年，《南方周末》与四川卫视合作，推出中国首档电视填字真人秀《我知道》（季播节目），为“小强填字”的电视版。

### 《后台》系列
这是由南方日报出版社出版的一套书，目前出到第三辑。文章选自《南方周末》未曾公开发表的文字，包括没有发表的报道，包括内部刊物上披露的“新闻背后”的秘事，包括勤奋的新闻人对专业、对现实的观察与思考。意在解密一个大报的新闻后台操作，打造中国最佳新闻案例读本。南方周末的《后台》提供了一个优秀媒体在社会转型时期中国进行新闻实践的范本，从实践中总结出来的规律、经验，弥足珍贵，往往比一般理论更具生命力。这本书，展现了一份影响全国的报纸新闻生产的秘密，展现了一个不断追求的媒体新闻后台操作的真相。有人说，书中文章的价值甚至可能超过南方周末的公开报道。这当然是谬赞。不过，它确实从很独特的角度记录了新闻与新闻人、现实与反思者。

### 封面报道
随着《南方周末》面向全部中国大陆地区发行，在一些城市建立记者站，报道范围扩大到广东省以外，并且在一些城市同步印刷，《南方周末》逐渐有了更广泛的读者群。一些报道能够引起全国的关注。其中封面报道中比较有影响力的有：
- 牟其中其人其骗 1999年1月29日
- 莆田系系列报道 1999年起（《两万莆田游医全国治性病》、《“送子神话”的背后——上海市卫生局、药监局全面调查上海长江医院》、《2007年，上海协和医院被摘牌内幕》、《“不倒翁”医院，林家老板和他的代理人》、《“李逵”还没来，“李鬼”已满街——魏则西之后，癌症免疫治疗何往》[47]等）
- 克拉玛依——浴火重生的面孔 2000年1月7日
- 我们的粮食 我们的未来（旱灾特刊） 2000年5月26日
- 三位诺贝尔奖科学家指斥中国核酸营养品 2001年2月22日
- 张君案检讨 2001年4月19日[48]
- 苏共亡党十年祭 2001年8月16日[49]
- 千里追踪希望工程假信 2001年11月29日（2002年的后续报道被召回）[50]
- 抗日战争胜利六十周年 2005年8月[51]
- 奥巴马独家专访 2009年11月19日[52]
- 刺死辱母者 2017年3月23日[53]
- 包丽自杀事件 2019年12月12日[54]

## 事件
从1990年代中期以后，因报道问题较为尖锐，《南方周末》经常违反中宣部的某些禁令而遭到新闻监管部门的批评和处分。有时舆论监督报道涉及的地区，會恶意收购或阻止該報在当地的发行，以至於市面上買不到《南方週末》。

### 2001年
长江文艺出版社出了上下卷《中国底层访谈录》之后，中宣部发布禁令；该书作者廖亦武向美国之音指，《南方周末》整版刊登了作者关于此书的谈话，报纸的主编、副主编和编室主任等统统被撤职，出版社也遭受巨大经济损失。

### 2002年
2002年《南方周末》头版揭露希望工程负责人挪用亿元善款进行投资，最终导致亏损。结果这份报纸几十万份被收回销毁，仅存几千在人间。写这篇文章的新闻人方进玉遭到处理，提供线索的杨女士在2006年患癌症去世，而此事件的审计报告一直没有对外公开。

### 2005年《南方周末》集体辞职事件
据称《南方周末》一些编辑和记者对于薪酬和新任主编的作风等问题产生不满，与报社发生冲突，最后导致集体辞职。涉及的编辑记者中有一部分为《南方周末》的资深成员。据称，此前也有过几次报社成员的辞职事件，但都规模较小。此事件最早于（2002年）通过西祠胡同“记者的家”发布，许多具体细节外部无法得知。在随后几年中，此事被多次重新在各个网上论坛转载。由于原文中并无标注事件发生的具体时间，因此被转载时，大多被当作当时发生的新闻。
2005年9月1日，南方报业传媒集团法律事务部在互联网上发表声明，称这是一起“被人有目的地在互联网上广为散布”的虚假消息，对事情辟谣。声明中称这一消息最早出现在三年前，并披露了消息中提到人员的去向。并称将保留对侵权行为的一切法律权利。声明中对于其他一些消息作出澄清。

### 2007年度盛典事件
2008年1月19日下午，報社在北京八一劇場舉辦「致敬二〇〇七——南方周末年度盛典」晚會，《炎黃春秋》雜誌原獲多個媒體共同評得之「中國媒體最高致敬獎」第一名，報社還特意邀請該刊總編輯杜導正代表刊物上台領獎，但於當天頒獎前，報社高層收到自稱來自中共中央宣传部某局某人（沒報名字）致電稱他們不同意該刊獲此獎項，並稱所安排之程序與相關錄象鏡頭必需刪掉。而報社亦問准杜導正的意見後，按此指示。

### 2009年奥巴马访华专访
奥巴马在2009年11月访华期间，于11月18日上午在北京国际俱乐部饭店接受了南方周末总编辑向熹、记者张哲的专访。原本奥巴马不准备接受中国媒体采访，并婉拒了中央电视台的采访，这次专访是奥巴马在抵京后临时决定的。该期报纸推迟出街，见报的稿件过于平淡，回避了人权、言论自由等敏感问题，被认为是受到了中国当局的打压，《南方周末》用两个半版新闻界裡「开天窗」式广告作无声抗议。后有曾供职于南方周末的记者说，“所谓‘天窗’实为南方周末的形象广告，因广告本身有大幅留白而遭外界误读”。《纽约时报》报道称是“中国政府对稿件进行了生硬的删减，却留下了奥巴马对篮球的轻松看法。”
报纸出版后，中宣部下达禁令，要求各媒体不得转载此次专访内容。事后总编向熹被降职。奥巴马在访问后致函周刊和读者，写到：
|          | To the Southern Weekly and its readers 致南方周末及其读者 I look forward to continuing the ties between our two countries, 我希望继续维护我们两国间的关系 and congratulate you for contributing to the analysis and flow of vital political information. 并祝贺你们在分析及传递关键政治信息上的贡献 An educated citizenry is the key to an effective government, 受过良好教育的公民，是政府高成效施政的关键 and a free press contributes to that well-informed citizenry. 而自由传媒，就对公民见识，贡献良多 |
| ——奥巴马 | |

### 2013年《新年献词》事件
2013年1月3日，《南方周末》工作人员声称自己迫于广东省宣传部新闻处的压力，未经过该刊正常出版流程，对2013新年特刊中的新年致辞及相关内容进行大幅删改，并产生数个常识性错误，引发《南方周末》采编人员抗议的事件。事件引发大陆社会乃至全球媒体的关注，主要争议焦点为中国的新闻审查制度及新闻自由。为了规避中国大陆的网络敏感词审查，该事件也被网民称为“299字事件”、“南周事件”、“难咒事件”、“NZ事件”等。

## 争议

### 涉及方舟子的争议
《南方周末》在2005年因方舟子与于建嵘的争论与方舟子互相指责，在2012年又因对韩寒代笔之争的态度不合而矛盾升级，引发争议。
2005年11月24日，方舟子在《人民日报》下属人民网的专栏撰文声称，2005年11月10日《南方周末》以两版的篇幅发表《于建嵘VS方舟子：两败俱伤的恶战》之专题，其中涉及方舟子的访谈内容在未经他本人同意的情况下被大量删节，并且出现未经其确认的内容，致使原意大变。《南方周末》以非客观、非中立的立场发表三篇批判方舟子的文章，方舟子直斥《南方周末》的相关人员“言而无信，有违新闻道德，更有违做人的道德”。2005年《南方周末》的编辑和记者因对主编不满而集体辞职。知名打假人士方舟子认为经过大换洗，《南方周末》的品质每况愈下，“真是堕落了！”。
《南方周末》于2012年2月16日刊发两篇特稿《差生韩寒》、《世界差点把他忘了》，正值韩寒代笔之争在微博上热炒之际。这两篇特稿“以非常文艺的方式还原韩寒自出道以来的经历”，但未明确涉及韩寒是否代笔的问题。方舟子对此指责到：“文体是报告文学，性质是软文。采访对象应该都是韩寒方提供的。从发社论力挺韩寒的那一刻起，《南方周末》就已铁了心要给韩寒陪葬。”、“南方周末早就堕落了，但这回堕得如此彻底，还是让人一叹。”
《南方周末》于2012年6月21日以头版头条和四个整版的篇幅发了两篇关于方舟子的报道《方法：方舟子与他所影响的论战法则》、《打假资金：没有时间表的“透明”》，称方舟子影响的论战“言语羞辱与文革式指摘蔓延”，“语言的戾气也超过对事实的实质讨论”，“这样分裂的互联网更令人心寒“，指证方舟子的打假资金不透明。方舟子立即于2012年6月22日发文《〈南方周末〉是如何构陷我的》予以回应，称《南方周末》歪曲其在ACT与新语丝的经历，通过“造谣”进行“构陷”，并称其资金的情况已经澄清过，而《南方周末》关于采访方的律师的“经过的描述，纯属谎言”。

### 其他
在报道2008年汶川大地震事件中，《南方周末》于当年5月22日和5月29日两期的“大地震现场报告”、“大地震现场再报告”，共42个版面、推出超过100篇报道，涉及震灾救援、医疗急救、学校之殇、重建之思等，因报道对震灾现场人性弱点的真实描述，以及坍塌的学校建筑反思，引发网络激辩。反对者指责《南方周末》剑走偏锋，并戴着有色眼镜看世界。
2013年8月，《南方周末》刊发了对湖南省永州市“上访母亲”唐慧的负面报道，作为对南周此前正面评价唐慧报道的平衡、对事实的再订正，但引起一些网友的争议。
在郭飞雄、刘远东因策划声援《南方周末》的行动被捕之后，有报道指南方报业传媒集团做出了对二人不利的证词，称二人的行为“满足聚众扰乱公共场所秩序罪的后果要件”。此事一经披露，引发舆论一片愤慨，纷纷指责南方报业“背信弃义”。
2014年3月27日，《南方周末》发表了《扼杀一个小诗人 一个中学生家庭的教育之困》一文，讲述了一名爱好写诗的初三女生朱夏妮所面临的升学困境，并批评中国现有的教育体制。但随后网友发现朱夏妮实为《南方周末》编辑朱又可之女，并质疑南方周末此举有“夹带私货”、“公器私用”和“炒作”之嫌。4月3日，《南方周末》编辑朱又可在新浪微博上承认朱夏妮是自己的女儿，但否认炒作等质疑，表示该选题是经过集体讨论通过的，并称《南方周末》“重视新闻本身的价值而不是采访对象的家庭”。
2014年12月4日，《南方周末》发表了一篇题为《解放军单兵装备有多贵？一身作战行头=两部iPhone 6》的文章，介绍中国人民解放军的单兵装备，随即引发广泛关注。4天之后，中国军方报纸《解放军报》官方公众微信账号发表了题为《有一种抹黑叫无知——评〈南方周末〉酸文〈解放军单兵装备有多贵〉》的文章，对南周文章中的一些说法提出了反驳，并指责南周“明嘲暗讽我军单兵装备低劣”，言辞激烈，并指出了南方周末报导中的一些错误。之后南周道歉，军报也删除了反驳文章。

### 引用
1. ↑  . 腾讯新闻. 南方人物周刊. 2009-06-12  [2013-01-11]. （原始内容存档于2018-10-29） （中文（简体））.
2. ↑  . 人民网传媒频道. 2007-08-08  [2013-01-06]. （原始内容存档于2020-05-16） （中文（简体））.
3. ↑  . 新闻采编 (南方日报). 1998, (04)  [2013-01-06]. （原始内容存档于2021-11-13） （中文（简体））.
4. ↑   (PDF). 广东省机构编制网. 广东省机构编制委员会办公室. 2010-08-09 （中文（简体））.[永久]
5. ↑  . 新浪新闻中心.   [2013-01-04]. （原始内容存档于2021-02-05） （中文（简体））. 《南方周末》作为省委机关报主办的系列报，从创办的第一天开始，就自觉意识到“作为党报的补充”的使命。
6. ↑  . 搜狐财经.   [2013-01-09]. （原始内容存档于2021-01-16） （中文（简体））.
7. ↑  江城. . 腾讯新闻 (中青网). 2013-01-08  [2013-01-09]. （原始内容存档于2021-02-05） （中文（简体））.
8. ↑  . 中国经济体制改革.   [2010-12-31].[永久]
9. ↑  Rosenthal, Elisabeth.  [压力下，中国报纸披露一项慈善事业的内幕]. 纽约时报. 2002-03-24  [2008-03-19]. （原始内容存档于2021-02-05） （英语）.
10. ↑  . 端传媒 Initium Media. 2023-01-02  [2024-06-03]. （原始内容存档于2024-06-29） （中文（简体））.
11. ↑  . 南方周末.   [2017-11-18]. （原始内容存档于2019-04-27） （简体中文）.
12. ↑  . 網易財經.   [2017-11-19]. （原始内容存档于2017-12-01） （简体中文）.
13. 1 2 3 4 5  . 大公网.   [2021-09-07]. （原始内容存档于2021-10-13）.
14. ↑  左, 方; 沈, 洪. . 天地圖書有限公司. 2014. ISBN 9789888254996.
15. 1 2  . 界面新闻. 2018-02-10  [2021-09-07]. （原始内容存档于2021-10-13）.
16. ↑  . 南方周末. 2009-02-11  [2018-02-07]. （原始内容存档于2021-02-05）.
17. ↑  南方周末编辑部. . 南方周末. 1999-01-01  [2025-03-05]. （原始内容存档于2025-03-05）.
18. ↑  . 中国改革网. 2014-01-07  [2018-02-07]. （原始内容存档于2020-12-18）.
19. ↑  . 南方周末. 2015-12-30  [2018-02-07]. （原始内容存档于2021-01-12）.
20. ↑  . 南方周末. 2015-12-30  [2018-02-07]. （原始内容存档于2021-01-12）.
21. ↑  . 南方周末. 2008-12-31  [2018-02-07]. （原始内容存档于2021-01-12）.
22. ↑  . 南方周末. 2008-12-31  [2018-02-07]. （原始内容存档于2021-01-12）.
23. ↑  . 南方周末. 2008-12-31  [2018-02-07]. （原始内容存档于2021-01-12）.
24. ↑  . 南方周末. 2008-12-31  [2018-02-07]. （原始内容存档于2021-01-12）.
25. ↑  . 南方周末. 2008-12-31  [2018-02-07]. （原始内容存档于2021-01-12）.
26. ↑  . 南方周末. 2013-01-03  [2018-02-07]. （原始内容存档于2021-02-05）.
27. ↑  . 南方周末. 2010-08-16  [2018-02-07]. （原始内容存档于2021-01-16）.
28. ↑  . 南方周末. 2010-08-16  [2018-02-07]. （原始内容存档于2021-02-10）.
29. ↑  . 南方周末. 2009-12-31  [2018-02-07]. （原始内容存档于2021-01-16）.
30. ↑  . 南方周末. 2010-12-30  [2018-02-07]. （原始内容存档于2021-01-12）.
31. ↑  . 南方周末. 2012-01-05  [2018-02-07]. （原始内容存档于2021-02-05）.
32. ↑  . 南方周末. 2014-12-08  [2018-02-07]. （原始内容存档于2021-02-05）.
33. ↑  . 多维新闻网. 2013-01-02  [2018-02-07]. （原始内容存档于2018-02-08）.
34. ↑  . 南方周末. 2014-01-03  [2018-02-07]. （原始内容存档于2021-01-12）.
35. ↑  . 南方周末. 2015-01-01  [2018-02-07]. （原始内容存档于2021-02-05）.
36. ↑  . 南方周末. 2015-12-30  [2018-02-07]. （原始内容存档于2016-03-08）.
37. ↑  . 南方周末.   [2018-02-07]. （原始内容存档于2017-01-03）.
38. ↑  . 南方周末. 2017-12-28  [2018-02-07]. （原始内容存档于2018-02-07）.
39. ↑  . 南方周末. 2018-12-27  [2018-12-31]. （原始内容存档于2019-05-08）.
40. ↑  . 新浪. 2020-01-01  [2020-01-02]. （原始内容存档于2021-02-05）.
41. ↑  . 南方周末. 2019-12-30  [2020-01-01]. （原始内容存档于2021-02-05）.
42. ↑  . 南方周末. 2021-12-29  [2024-01-03]. （原始内容存档于2024-01-03）.
43. ↑  . 南方周末. 2022-12-28  [2024-01-03]. （原始内容存档于2024-01-03）.
44. ↑  . 南方周末. 2023-12-27  [2024-01-03]. （原始内容存档于2024-01-03）.
45. ↑  . www.infzm.com.   [2025-01-07].
46. ↑  李邑兰. . 南方周末. 2014年9月1日  [2016年2月10日]. （原始内容存档于2016年2月22日）.
47. ↑  . 南方周末. 2016-05-05  [2016-05-05]. （原始内容存档于2021-02-05）.
48. ↑  李红平、贾明（发自常德）江华（发自重庆）黄广明（发自武汉）邓科（发自北京）. . 網易新聞.   [2017-11-19]. （原始内容存档于2017-12-01） （简体中文）.
49. ↑  . 中國新聞網.   [2017-11-19]. （原始内容存档于2021-01-12） （简体中文）.
50. ↑  . 網易新聞. 2005-11-22  [2017-11-19]. （原始内容存档于2017-12-01） （简体中文）.
51. ↑  . 中国网. 2005-05-23  [2017-11-19]. （原始内容存档于2020-03-24）.
52. ↑  宋鲁郑. . 聯合早報. 2009-11-30  [2017-11-19] （简体中文）. []
53. ↑  . 网易. 2017-03-26  [2017-03-27]. （原始内容存档于2017-04-03） （简体中文）.
54. ↑  . 中国数字时代. 2019-12-13  [2024-01-02]. （原始内容存档于2024-01-02）.
55. ↑  . 人民法院报. 2004-02-03  [2010-11-14]. （原始内容存档于2021-11-13） （繁体中文）.
56. ↑  .   [2011-07-10]. （原始内容存档于2011-09-12）.
57. ↑  . 大紀元 www.epochtimes.com. 2002-03-23  [2013-01-03]. （原始内容存档于2021-02-05）.
58. ↑  . 大紀元時報. 2005-08-02  [2018-02-07]. （原始内容存档于2021-02-05）.
59. ↑  . 新浪網. 2005-09-01  [2018-02-07]. （原始内容存档于2021-02-05）.
60. ↑  . 明報月刊. 2008-03-01  [2018-02-07]. （/ 原始内容存档于2020-05-16）.
61. 1 2  . 南方周末. 2009-11-19  [2009-11-24]. （原始内容存档于2010-08-30） （简体中文）.
62. ↑  . 联合早报网. 2009-11-22  [2009-11-24]. （原始内容存档于2009-11-25） （简体中文）.
63. 1 2  . 美国之音中文网. 2009-11-23  [2009-11-24]. （原始内容存档于2021-01-16） （简体中文）.
64. ↑  . 联合早报. 2009-11-20  [2009-11-24]. （原始内容存档于2009-11-23） （简体中文）.
65. ↑  . 联合早报网. 2009-11-20  [2009-11-24]. （原始内容存档于2009-11-23） （简体中文）.
66. ↑  L, Mark; LER2014年11月11日. . 纽约时报中文网. 2014-11-12  [2019-08-02]. （原始内容存档于2021-02-05）.
67. ↑  . 成报.   [2009-11-24] （繁体中文）.[永久]
68. ↑  . 德国之声中文网. 2009-11-19  [2009-11-24]. （原始内容存档于2009-11-24） （简体中文）.
69. ↑  . 联合早报网. 2009-12-09  [2009-12-09]. （原始内容存档于2011-08-16） （简体中文）.
70. ↑  . 国际财经日报.   [2013-01-09]. （原始内容存档于2013-01-08）.
71. ↑  . 凤凰网. 东方卫视. 2013-01-04  [2013-01-13]. （原始内容存档于2020-06-07）.
72. ↑  . 央視網. 2013-01-04  [2013-01-04]. （原始内容存档于2013-01-07） （中文（中国大陆））.
73. 1 2  方舟子. . 人民网科技专题. 2005-11-24  [2013-01-07]. （原始内容存档于2020-03-23） （中文（繁體））.
74. ↑  . 新浪网. 南方周末. 2005-11-10  [2012-06-30]. （原始内容存档于2020-12-18） （中文（简体））.
75. ↑  陈鸣. . 南方周末.   [2012-03-23]. （原始内容存档于2013-04-26）.
76. ↑  陈鸣. . 南方周末网站. 2012-02-17  [2013-01-11]. （原始内容存档于2020-11-27）.
77. ↑  刘国强等. . 凤凰网. 时代周报. 2012-02-23  [2013-01-11]. （原始内容存档于2021-11-13） （中文（简体））.
78. ↑  . 新浪微博.   [2012-03-23]. （原始内容存档于2021-11-13）.
79. ↑  . 新浪微博.   [2012-03-23].
80. ↑  陈鸣、叶飙等. . 凤凰网 (南方周末报社). 2012-06-22  [2013-01-11]. （原始内容存档于2020-06-07） （中文（简体））.
81. ↑  叶飙. . 凤凰网 (南方周末报社). 2012-06-22  [2013-01-11]. （原始内容存档于2020-06-07） （中文（简体））.
82. ↑  方舟子. . 凤凰网.   [2013-01-09]. （原始内容存档于2020-06-07） （中文（简体））.
83. ↑  . 人民网.   [2010-12-31]. （原始内容存档于2020-03-23）.
84. ↑  .   [2013-12-27]. （原始内容存档于2020-11-27）.
85. ↑  中国市场化媒体的“崩盘” （页面存档备份，存于），FT中文网官方博客
86. ↑  《南方周末》 从被声援到被声讨 Archive.today的存檔，存档日期2014-01-07，联合早报
87. ↑  . www.infzm.com.   [2014-05-27]. （原始内容存档于2021-02-05）.
88. ↑  . cul.qq.com.   [2019-08-02]. （原始内容存档于2021-02-05）.
89. ↑  . weibo.com. 2014-04-03  [2021-07-26]. （原始内容存档于2020-06-07）.
90. ↑  . 海外网. 2014-12-09  [2014-12-24]. （原始内容存档于2020-12-18）.
91. 郭全中. . 青年记者. 2008, (22)  [2013-01-06]. （原始内容存档于2021-02-05） （中文（简体））. 集团所属各报、刊、社的采编部门和业务保留在南方日报社,南方日报社仍为事业单位
92. (PDF). 广东省机构编制网. 广东省机构编制委员会办公室. 2010-09-20 （中文（简体））.[永久]